# 雙角錐柱
在幾何學中，雙角錐柱又稱為雙棱锥柱、長雙錐體（英語：Elongated bipyramid），是指一系列的多面體，一個柱體上下二個底面都階上一個底面全等的錐體，或是一個雙錐體，拆開來後插入一個柱體所構成的幾何體。若雙角錐柱的底面為正多邊形則稱為正角錐柱，每個面皆為正多邊形的正雙角錐柱只有三種：正雙三角錐柱、正雙四角錐柱及正雙五角錐柱，同時，它們也是詹森多面體。
雙角錐柱與角錐柱十分類似，雙角錐柱可以看做是角錐柱弟底面與一個底面全等的錐體相接；而角錐柱也可以看做是雙角錐柱切除一個錐體，就如同偏方面體與半偏方面體之關係。

## 詹森多面體
如同正角錐柱，在不退化的情形下，所有正角錐柱中包含了三種詹森多面體，即：雙三角錐柱、雙四角錐柱及雙五角錐柱。
|  | 名稱             | 面                        | dual       |
|  | ---------------- | ------------------------- | ---------- |
|  | 雙三角錐柱 (J14) | 6個三角形、3個正方形      | 雙三角錐台 |
|  | 雙四角錐柱 (J15) | 8個triangles、4個正方形   | 雙四角錐台 |
|  | 雙五角錐柱 (J16) | 10個triangles、5個squares | 雙五角錐台 |
|  | 雙六角錐柱       | 12個triangles、6個squares | 雙六角錐台 |
|  | 雙n角錐柱        | 2n triangles、n squares   | 雙錐台     |